# Günther Weiss
Pour les articles homonymes, voir Weiss.
Günther Weiss est un footballeur ouest-allemand puis allemand né le 1er février 1955. Il évoluait au poste de milieu de terrain.

## Biographie
Günther Weiss débute avec le Bayern Munich lors de la saison 1974-1975. Il joue trois matchs en première division ouest-allemande,,. Il est sur le banc lors de la finale de la Coupe des clubs champions 1974-1975 remportée par le Bayern, mais ne dispute aucun match durant le tournoi.
Il ne s'impose pas avec le Bayern et quitte le club en 1976 pour rejoindre le SpVgg Bayreuth,.
Weiss devient alors titulaire et dispute 40 matchs en deuxième division ouest-allemande lors des saisons 1976-1977 et 1977-1978,.
Il est transféré au Würzburger FV en 1978. Lors de sa première saison, en 1978-1979, le club termine à une modeste 14e place de la 2.Bundesliga Sud. Wurzburger se classe ensuite dernier du championnat en 1979-1980, et se voit relégué à l'échelon inférieur. 
Weiss raccroche les crampons à la suite de cet échec en 1980,.
Günther Weiss joue au total trois matchs en première division ouest-allemande, pour aucun but marqué, et 103 matchs en deuxième division ouest-allemande, pour trois buts marqués.